# Hydrornis gurneyi
La pitta di Gurney (Hydrornis gurneyi (Hume, 1875)) è un uccello passeriforme della famiglia dei Pittidi.

## Etimologia
Il nome scientifico ed il nome comune di questi uccelli sono stati scelti in omaggio all'ornitologo John Henry Gurney.

## Descrizione

### Dimensioni
Misura fra i 18,5 e i 20,5 cm di lunghezza, coda compresa.

### Aspetto
Si tratta di uccelli dall'aspetto massiccio e paffuto, con ali e coda corte, zampe robuste, testa arrotondata e becco allungato.
La pitta di Gurney presenta livrea inconfondibile, con dimorfismo sessuale molto netto. Il maschio presenta infatti calotta e nuca di colore blu-azzurro, gola bianca e fronte, guance, zona perioculare e periauricolare di colore nero: neri sono anche la parte inferiore del petto, il ventre e il sottocoda, mentre la parte superiore del petto e i fianchi sono di colore giallo, questi ultimi con striature verticali nere. La coda è anch'essa blu-azzurra, mentre le ali e il dorso sono di colore bruno.

La femmina manca dell'azzurro cefalico (sostituito dal giallo-arancio, mentre permane l'azzurro caudale) e del nero ventrale, con il petto bianco ed il ventre giallo, entrambi striati di nero similmente a quanto osservabile nei fianchi del maschio: anche la banda facciale nera è meno estesa nella femmina rispetto al maschio. In ambedue i sessi, il becco è nerastro, gli occhi sono bruni e le zampe sono di colore carnicino.

## Biologia

### Comportamento
La pitta di Gurney è un uccello diurno e solitario, che pur essendo assai timido si dimostra molto territoriale nei confronti dei conspecifici: esso trascorre la maggior parte della giornata alla ricerca di cibo al suolo, muovendosi cautamente nel folto del sottobosco.

### Alimentazione
La dieta di questi uccelli si basa su lombrichi e chiocciole, venendo inoltre integrata quando possibile con insetti e altri invertebrati di piccole dimensioni.

### Riproduzione
La riproduzione di questi uccelli non è stata finora descritta in natura, ma si ritiene tuttavia che non si discosti significativamente dal pattern seguito dalle altre specie di pitte.

## Distribuzione e habitat
La pitta di Gurney occupa una piccola area attorno all'istmo di Kra, in Thailandia peninsulare (provincia di Krabi) e Myanmar meridionale (Tenasserim del sud). Il suo habitat è rappresentato dalla foresta pluviale primaria e secondaria di pianura (al di sotto dei 160 m di quota), con presenza di folto sottobosco nel quale cercare riparo e cibo e di palme del genere Salacca, fra le quali questi uccelli nidificano.

## Conservazione
Considerata estinta a partire dal 1952, nel 1986 la pitta di Gurney è stata "riscoperta" in cinque località thailandesi, per un totale di 44-45 coppie nidificanti che si sono ridotte a nove (quasi tutte residenti fuori da aree protette) nel 1997, facendo sì che la specie venisse considerata dallo IUCN come specie in pericolo critico. Una serie di studi condotti fra il 2003 e il 2009 hanno portato all'osservazione di esemplari in 27 siti in Thailandia e di almeno un'altra dozzina di coppie nidificanti in Tenasserim, aumentando la stima della popolazione globale a 5000-8500 coppie, numeri molto verosimilmente inferiori alla realtà (si stimano un totale di 15.000-26.000 individui) a causa della difficoltà di studiare animali così timidi e criptici, ma che comunque pur essendo meno critici rispetto agli anni novanta fanno sì che la pitta di Gurney venga comunque considerata una specie a rischio sia a causa dell'esiguità della popolazione globale, che della sua frammentazione e della forte pressione demografica, che causa la distruzione dell'habitat e la sua riconversione in aree coltivabili.